# Eberhard Bethge
Eberhard Bethge (Warchau, Alemania, 28 de agosto de 1909-Wachtberg, Colonia, Alemania,18 de marzo de 2000) teólogo y escritor, amigo del mártir de la resistencia nazi Dietrich Bonhoeffer; casado con la sobrina de Bonhoeffer, fue miembro de la Resistencia alemana contra el régimen de Hitler. 

## Biografía
Nació en Warchau, cerca de Magdeburgo, estudió en seminarios de teología en Pomerania donde conoció a Bonhoeffer que impartía cursos en la Iglesia Confesante, parte de la resistencia contra los nazis. 
Fue reclutado en la Segunda Guerra Mundial donde fue destacado en la Abwehr en Italia. 
Se casó en 1943 con Renate Schleicher-Bonhoeffer (hija de Rüdiger Schleicher y Ursula Bonhoeffer) tuvieron tres hijos (un varón y dos mujeres).
Fue arrestado por haberse implicado en el complot del 20 de julio para asesinar a Hitler. Estuvo encarcelado por la Gestapo entre 1944 y el 25 de abril de 1945 en que fue liberado (el 9 de abril habían sido ejecutados Dietrich Bonhoeffer y Hans von Dohnanyi y dos días después de su liberación Klaus Bonhoeffer y su suegro Rüdiger Schleicher).
Después de la guerra continuó como pastor en la congregación de habla alemana de Londres donde Bonhoeffer había servido entre 1933-35.
Entre 1961 y 1975 fue director del Pastoral College en las escuelas evangélicas de Renania.
Accedió a puestos académicos Harvard Divinity School, Chicago Theological Seminary y la Union Theological Seminary New York; fue nombrado profesor honorario en Bonn.
Dio conferencias hasta el año 2000.
Escribió la biografía considerada definitiva sobre su amigo: Dietrich Bonhoeffer: Man of Vision, Man of Courage y editó Bonhoeffer's Letters and Papers from Prison y Friendship and Resistance: Essays on Dietrich Bonhoeffer.

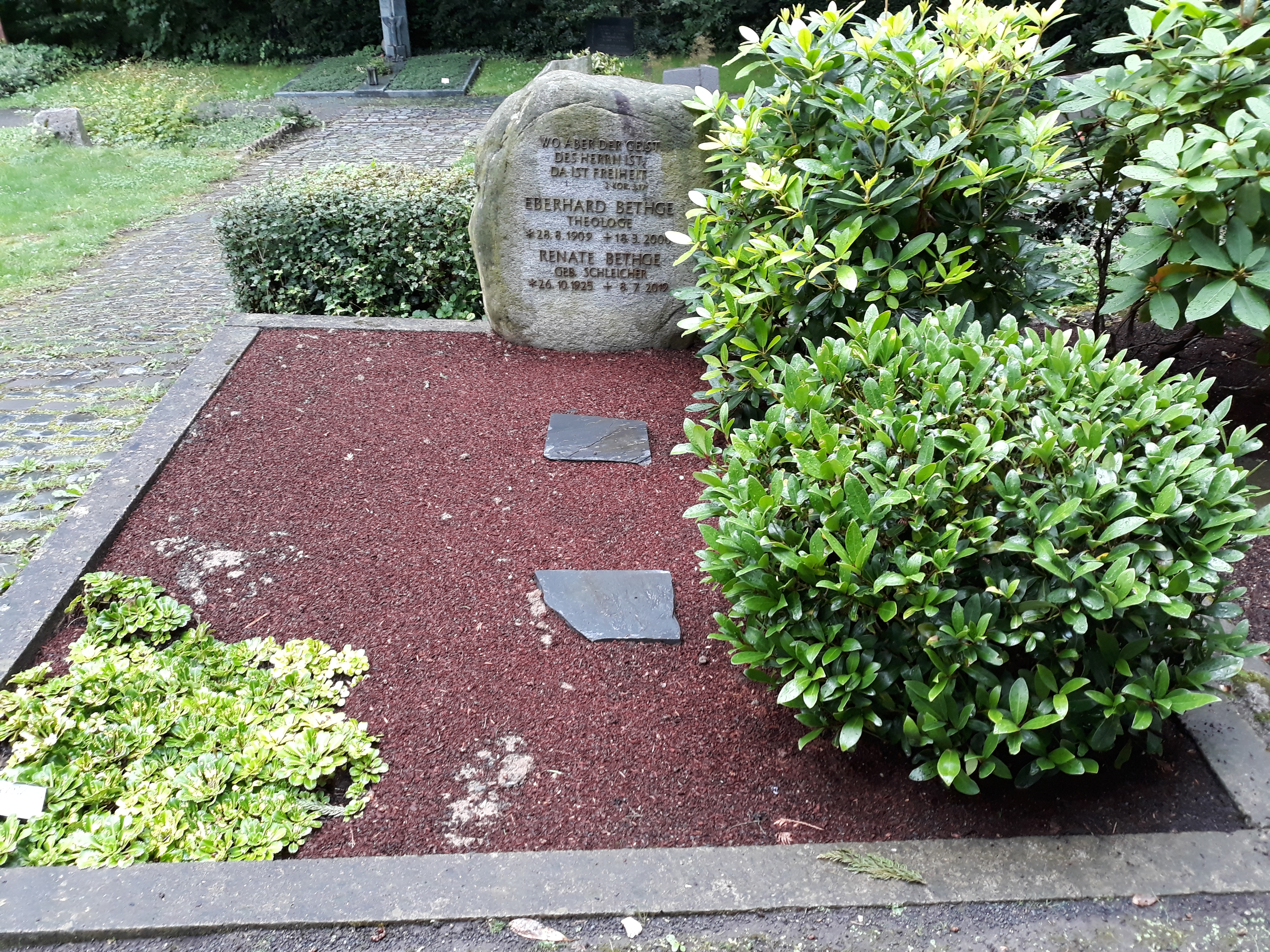
Tumba

Puede vérselo en el documental del año 2003 Bonhoeffer dirigido por Martin Doblmeier y en El mundo en guerra, capítulo Prisionero de la Gestapo (1973).